# Gehle (Rödinghausen)
Das Naturschutzgebiet Gehle liegt als Teil des Eggetals im äußersten Nordwesten des Gemeindegebiets von Rödinghausen im Kreis Herford. Das mit der Nummer HF-018 geführte Gebiet hat eine Größe von etwa 35,9 ha. Seine westliche Grenze ist zugleich die Grenze zum Bundesland Niedersachsen.

## Flora und Fauna
Das Gebiet schützt einen mit Mischwald bestandenen Nordhang des Wiehengebirges, der von mehreren Rinnsalen und kleinen Bachtälern durchzogen ist. Hier entspringt der Drücke-Mühlenbach der zum Flusssystem der Hunte zählt.